# Dwie strony medalu
Dwie strony medalu – polski serial obyczajowy w reżyserii Grzegorza Warchoła, emitowany od 5 stycznia 2007 do 17 grudnia 2007, początkowo w TVP1, a następnie w TVP2. Liczy 114 odcinków.
Akcja rozgrywa się w małym miasteczku o nazwie Szczelin. Życie mieszkańców koncentruje się wokół klubu sportowego Gamrat. Jego prezes – Janusz Wysocki (Sławomir Orzechowski) nie potrafi podnieść na nogi podupadającego klubu. Wtedy sprawę w swoje ręce przejmuje wychowanek miejscowego domu dziecka – Adam Zalewski (Tomasz Karolak). To za jego sprawą budynek zaczyna odżywać. Mieszkańcy ufają mu, jednak nie wiedzą, że skrywa on swój sekret.

## Emisja
- od 5 stycznia do 31 marca 2007 w TVP1 w piątki i soboty po dwa odcinki o 17.30 i 18.00 (od 1 do 39),
- od 13 kwietnia do 23 czerwca 2007 w TVP1 w piątki i soboty po jednym odcinku o 18.30 (od 40 do 61),
- od 25 czerwca do 28 sierpnia 2007 w TVP1 w poniedziałki i wtorki po jednym odcinku o 18.30 (od 62 do 82),
- od 3 września do 23 października 2007 w TVP2 w poniedziałki i wtorki po jednym odcinku o 19.00 (od 83 do 97),
- od 29 października do 7 listopada 2007 w TVP2 w poniedziałki, wtorki i środy po jednym odcinku o 16.50 (od 98 do 103),
- od 12 listopada do 17 grudnia 2007 w TVP2 w poniedziałki i wtorki po jednym odcinku o 16.45 (od 104 do 114).

## Obsada
- Jacek Król − Horst Kalinowski
- Aleksandra Justa − Elżbieta Martyniuk
- Sławomir Orzechowski − Janusz Wysocki
- Monika Jarosińska − żona Adama Zalewskiego
- Daniel Olbrychski − Toni
- Tomasz Karolak − Adam Zalewski
- Ewa Wencel − Grażyna Żelazek
- Jakub Strzelecki − Sebastian Żelazek
- Karolina Nolbrzak − Beata Rybicka
- Gabriela Kownacka − Jola Wysocka
- Marta Żmuda Trzebiatowska − Iza Dorosz
- Maciej Brzoska − Romek Pawlicki
- Kajetan Szewczyk − Jurek
- Aleksandra Radwańska − Kasia Żelazek
- Zofia Kucówna − matka Janusza Wysockiego
- Piotr Nowak − Skala
- Olga Sarzyńska − szermierka Karolina
- Marta Bitner − Ania Kowalska
- Maciej Chorzelski − Jacek Kurzawski, brat Jurka
- Sebastian Skoczeń − Wiechu

### Gościnnie
- Malwina Buss − uczennica z trawką
- Ryszard Chlebuś − pacjent
- Jacek Czyż − 2 role: menel; Mizerski, ojciec Karoliny
- Jacek Domański − pracownik Wumelu
- Ireneusz Dydliński − lekarz
- Magdalena Gnatowska − Marlena, pani do sprzątania
- Lech Gwit − sklepikarz Stanisław
- Mirosław Haniszewski − pomocnik Alicji
- Piotr Machalica − kardiolog Gawlik
- Jan Pęczek − leśniczy
- Marcin Sitek − policjant
- Jerzy Słonka − majster
- Artur Kruczek – aspirant Wawrzyniak